# Hiroyuki Inagaki
Hiroyuki Inagaki (稲垣 博行 Inagaki Hiroyuki?), född 24 april 1970 i Shizuoka prefektur, är en japansk före detta fotbollsspelare.
Inagaki började sin karriär 1993 i Yanmar Diesel (Cerezo Osaka). 1999 flyttade han till Yokohama FC. Han avslutade karriären 2000.